# 루저우구 (창즈시)
루저우구(한국어: 노주구, 중국어: 潞州区, 병음: Lùzhōu Qū)는 중화인민공화국 산시성 창즈시의 행정 구역이다. 넓이는 344km2이고, 인구는 2010년 기준으로 740,000명이다.

## 행정 구역
12개 가도, 5개 진, 1개 향을 관할한다.
- 가도: 北关街道, 东街街道, 西街街道, 南街街道, 太行东街街道, 太行西街街道, 五马街道, 北董街道, 英雄街道, 五一路街道, 长北街道, 故县街道
- 진: 老顶山镇, 堠北庄镇, 大辛庄镇, 马厂镇, 黄碾镇
- 향: 西白兔乡